# Free/Libre Open Source Software
Free and open-source software (F/OSS, FOSS) ou free/libre/open-source software (FLOSS) sont des expressions inclusives, rassemblant à la fois les logiciels libres et les logiciels à code source ouvert, qui malgré des cultures et des philosophies divergentes ont des modèles de développement logiciel similaires. Ces expressions permettent de désigner globalement le type particulier de logiciels produits par ce modèle de développement logiciel spécifique (par opposition aux modèles des logiciels propriétaires), en mettant de côté les divergences philosophiques qui existent au sein de ce courant (le mouvement original du logiciel libre insistant davantage sur le concept de liberté, au sens philosophique et socio-politique, tandis que le mouvement des logiciels à code source ouvert s'est différencié de son parent en insistant plus sur l'aspect technique et pratique du développement ouvert et collectif).

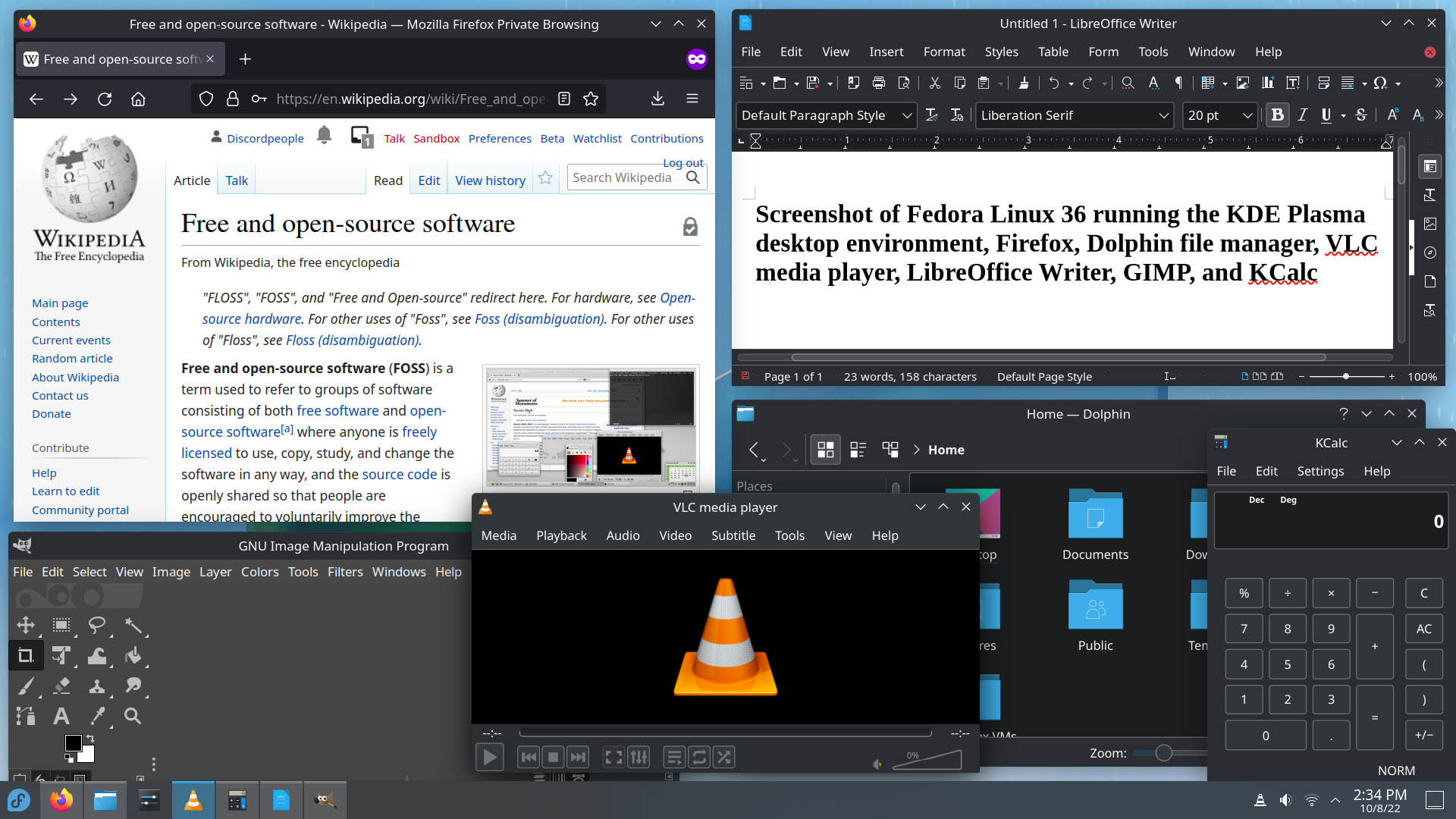
Capture d'écran d'un bureau avec de multiples logiciels libres et open-source en cours d'exécution: VLC, Firefox, LibreOffice Writer, GIMP, etc.

L'emploi de ces expressions permet de ne pas prendre parti entre les deux courants, en insistant sur ce qui les unit : le fait que les logiciels sont publiés sous licence libre afin de permettre aux utilisateurs d'utiliser à toute fin, de copier, d'étudier, de modifier et de redistribuer à titre gratuit ou onéreux ces derniers grâce à la disponibilité du code source. D'après Richard Stallman, l'initiateur du mouvement du logiciel libre via le projet GNU, l'usage du terme « FLOSS » est légitime dans le cas précis où l'on ne souhaite pas prendre parti pour l'une ou l'autre approche.
Cependant, comme avec tout terme amalgamant, on peut s'interroger sur la prédominance de l'une ou l'autre acception ainsi rassemblées : Stallman fait ainsi remarquer que ce sont souvent des personnes qui « ont d'abord entendu parler du mouvement open source et pensent que nous le soutenons tous » qui réclament d'utiliser le terme de F/LOSS. Ce serait donc la vision du mouvement « open source » qui prévaudrait en utilisant cette expression, gommant ainsi l'insistance du logiciel libre sur l'éthique. Cette pratique est à rapprocher de ce que l'historien Georges Corm appelle des méga-identités, soit « un groupe extrêmement large [...] et qui sous beaucoup d'aspects est une construction de l'esprit ».
Ainsi, les mouvements du logiciel libre et du logiciel à code source ouvert ne sont pas la même chose, chacun mettant en avant des valeurs différentes : la liberté pour le logiciel libre et la technique pour l'open source. Richard Stallman indique même que « le mouvement de l'open source a été conçu spécifiquement pour écarter le fondement éthique du mouvement du logiciel libre », l'utilisation du terme de « F/LOSS » permettant alors d'éviter de reconnaître ce désaccord particulier (§12). Cependant, la réduction via ces expressions induit de fait un flou quant aux concepts discutés, en mettant de côté les caractéristiques idéologiques et conduit à une perversion de l'histoire en séparant une technique de son contexte de développement. L'utilisation de ce terme est donc à réserver pour parler globalement des « logiciels à code source ouvert et licences libres », et l'on pourra plus justement employer le terme de logiciel libre pour parler du mouvement historique datant des années 1980.